# Romualdus II Guarna
Romualdus II Guarna (Salerno, 1110 à 1120 – aldaar, 1 april 1181) was een Zuid-Italiaans medicus, historicus, schrijver, diplomaat en bijna dertig jaren lang aartsbisschop van Salerno (1153-1181). Hij was een van de belangrijkste prelaten in het koninkrijk Sicilië dat bestuurd werd door het Normandische Huis Hauteville. Hij diende Willem I en Willem II. Hij was Siciliaans diplomaat ter gelegenheid van het Verdrag van Benevento (1156) onder Willem I en de Vrede van Venetië (1177) onder Willem II.

## Levensloop

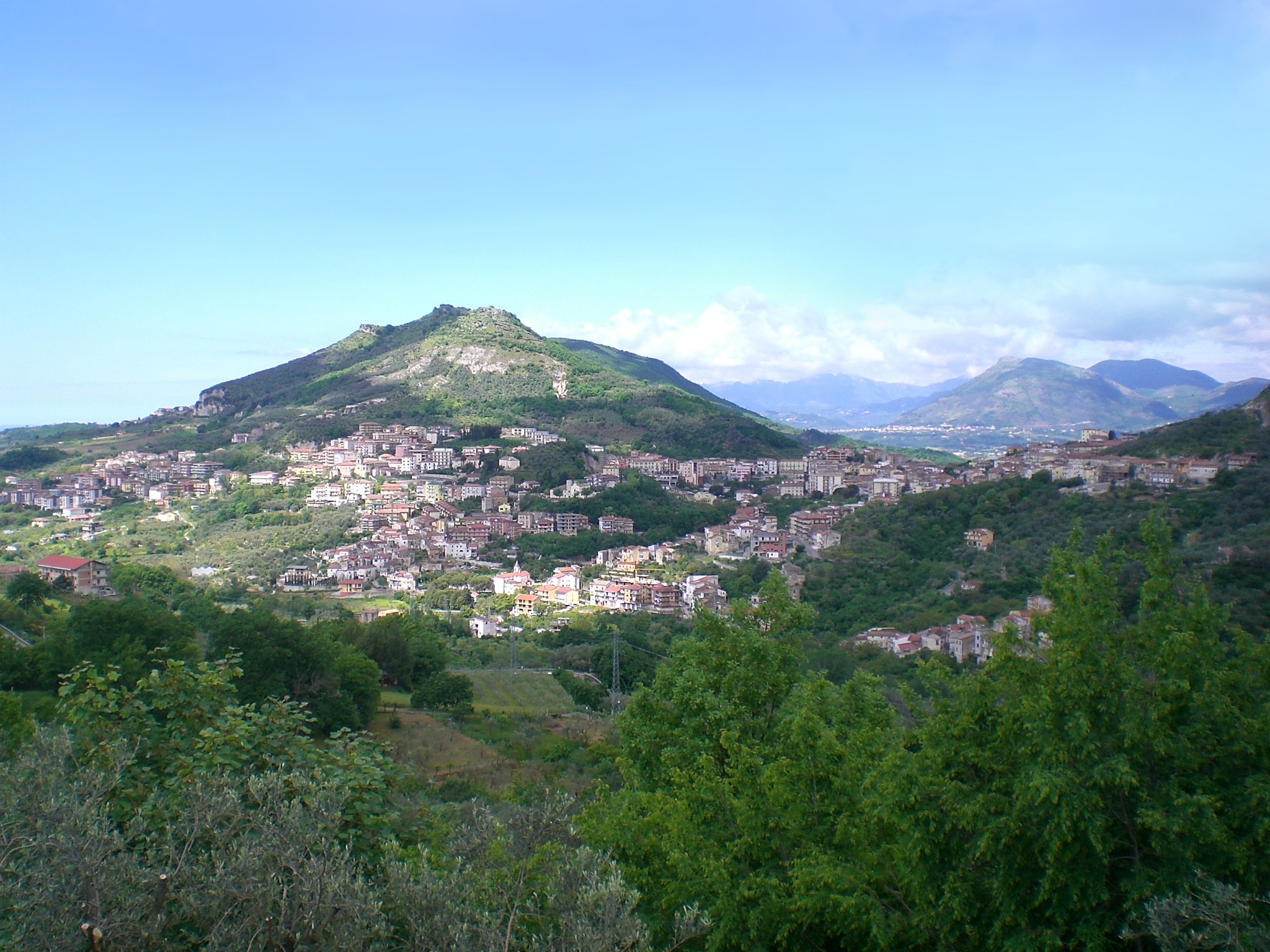
In Montecorvino Rovella kocht Romualdus een oud Longobardisch kasteel

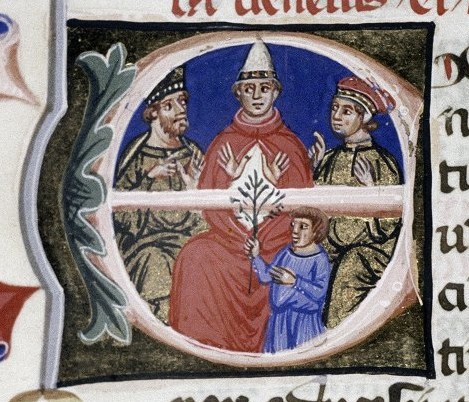
Paus Alexander III omgeven door keizer Frederik I Barbarossa en zijn echtgenote Beatrix. Hoofdrolspelers bij de Vrede van Venetië (1177)

Romualdus groeide op in Salerno in de familie die Guarna genoemd werd. De familie Guarna stamde af van Longobardische patriciërs in Salerno. Hij studeerde er geneeskunde aan de Medische School van Salerno; hij zou het beroep van arts blijven uitoefenen ook als hij later prelaat was. Vervolgens studeerde hij Romeins Recht, geschiedenis en liturgie. Hij liet zich tot priester wijden. 
In 1153 verkoos het kapittel van de kathedraal van Salerno hem tot aartsbisschop. Hij volgde Willem van Ravenna op, de pro-Normandische aartsbisschop van Salerno. Zijn eerste werk was de liturgie in zijn kerkprovincie te herorganiseren. De ceremonies voor begrafenissen werden grondig hervormd. In de kerkdiensten voerde hij her en der Griekse gezangen en teksten in, een restant van het Byzantijns bestuur in Zuid-Italië. Hiermee kwam hij aan een Griekstalige minderheid in Salerno tegemoet. Romualdus liet opschriften in de kathedraal in twee talen aanbrengen: in het Latijn en het Grieks. De mozaïekvloer werd vervolledigd. Een nieuw meubilair werd aangevoerd. In en buiten Salerno liet hij kerken bouwen: San Gregorio in Salerno, San Cataldo in Campagna, San Pietro in Eboli en de Mater Domini in Nocera. Hij kocht het kasteel van Montecorvino Rovella aan; dit Longobardisch kasteel was weliswaar ten dele vernield door de Normandiërs in 1122. In de jaren 1150 maakte hij kennis met Matteo van Ajello. Matteo was klerk bij kanselier Maio van Bari en zou later ook kanselier worden. 
In 1155 ontstonden er rellen in Zuid-Italië. Paus Adrianus IV stookte stedelingen op in opstand te komen tegen koning Willem I van Sicilië, omdat hij voor een Normandische invasie vreesde in de Kerkelijke Staat. Aartsbisschop Romualdus pleitte in Salerno om trouw te blijven aan Willem I. Doch Salerno kwam in opstand, zoals andere steden. Willem I sloeg alle rebellie op wrede wijze neer. Maio van Bari en Romualdus waren de belangrijkste onderhandelaars om de kemphanen Adrianus IV en Willem I te verzoenen: dit leidde tot het Verdrag van Benevento (1156). 
Kanselier Maio werd vermoord in 1160. Edelen, onder leiding van Matteo Bonèllo, waren het niet eens met zijn beleid. Dit leidde tot rellen in Palermo tegen Willem I (1161). Romualdus en andere prelaten zoals Richard Palmer, bisschop-elect van Syracuse, konden Palermo tot bedaren brengen (1161). Dit deden ze ook in Syracuse waar onlusten uitbraken gericht tegen Willem I (1161). In 1162 trok Romualdus naar Apulië met eenzelfde opdracht: het gezag van de koning herstellen bij opstandige edelen. Als vergelding wou Willem I Salerno plat branden. Romualdus en andere bisschoppen overtuigden Willem I om dat niet te doen
In 1166 verzorgde Romualdus als arts de stervende koning Willem I aan het Hof van Palermo. Het was Romualdus die de minderjarige Willem II kroonde in de kathedraal van Palermo. Koningin-regentes Margaretha van Navarra regeerde met hulp van haar vertrouwelingen Etienne du Perche en Peter van Blois. Nadat deze verdreven waren (1168-1669) trad Romualdus toe tot de Kroonraad of Familiares regis. Romualdus wou aartsbisschop van de hoofdstad Palermo worden doch Margaretha wilde niet omdat zij Etienne du Perche terug wou. Romualdus keerde terug naar Salerno, doch zijn politiek-diplomatieke invloed was niet verdwenen. 
Op het Congres van Venetië (1177) vertegenwoordigde Romualdus Willem II van Sicilië. Romualdus reisde naar Venetië met een Siciliaanse vloot. Op dit congres werd een overeenkomst gevonden tussen keizer Frederik Barbarossa en de Lombardische Liga, die anti-keizers was en voor paus Alexander III. Romualdus verzekerde Alexander III, met wie hij een goede relatie had, dat de Siciliaanse vloot de Kerkelijke Staat zou verdedigen. Er kwam een vredesregeling tussen de keizer en het koninkrijk Sicilië. Romualdus regelde verder het huwelijk van de tweede zoon van de keizer, Hendrik VI, met prinses Constance van Sicilië. Diplomaten van de keizer reisden achteraf naar Salerno om kopieën van alle akten te overhandigen aan Romualdus. Ze werden onderweg overvallen in Zuid-Italië. Toen ze zich bekloegen bij Romualdus, liet Willem II een strafexpeditie los op de dorpen waar de overval plaats vond. Uit elk dorp werd een man gekruisigd.
In 1179 nam Romualdus deel aan het Derde Lateraans Concilie, dat onder meer de Katharen in de ban van de Kerk sloeg.
Romualdus stierf in 1182. Hij werd opgevolgd door Nicolaas van Salerno, zoon van kanselier Matteo van Aiello.

## Werken
- Breviarium Salernitanae Ecclesiae. Dit werk bevatte zijn hervorming van de liturgie in het aartsbisdom Salerno. Zijn liturgie bleef behouden tot 1586, ten tijde van het Concilie van Trente en de Contrareformatie.
- Opusculum de Annuntiatione Mariae Virginis. Dit is een kleiner werkje. Het behandelt de Annunciatie.
- Chronicon sive Annales. Dit wordt beschouwd als het meesterwerk van Romualdus. Hij beschreef de universele geschiedenis vanaf de schepping tot het Normandisch bestuur in Zuid-Italië. Hij gebruikte meerdere bronnen hiervoor, onder andere de Annales Beneventanes en de Chronicon geschreven door Lupo Protospata. Hij besteedde veel aandacht aan zijn voordracht voor het Congres van Venetië (1177). Hij laat zijn geschiedschrijving stoppen in het jaar 1178, drie jaar voor zijn overlijden.